# Langelandia hummleri
Langelandia hummleri là một loài bọ cánh cứng trong họ Zopheridae. Loài này được Obenberger miêu tả khoa học năm 1918.